# 2nd Round
2nd Round – drugi album studyjny grupy 1TYM, wydany 21 kwietnia 2000 roku. Sprzedał się w liczbie 275 618 egzemplarzy (stan na sierpień 2000 rok).

## Lista utworów
| Nr  | Tytuł                                                                   | Słowa                  | Kompozycja              | Aranżacja       | Czas |
| --- | ----------------------------------------------------------------------- | ---------------------- | ----------------------- | --------------- | ---- |
| 1.  | "Ag" (ko. 악, chn. 惡)                                                  | Song Baek-kyung        | Q                       | Q               | 4:00 |
| 2.  | "Heukgwa Baeg" (kor. 흑과 백)                                           |                        |                         | 0:20            |      |
| 3.  | "Ready Or Not Yo!" (Korean Version; feat. SWi.T)                        | Yang Hyun-suk          | Perry                   | Perry           | 3:13 |
| 4.  | "Kwaejina Chingching" (kor. 쾌지나 칭칭)                                | Teddy                  | Teddy (piosenka ludowa) | Teddy           | 3:53 |
| 5.  | "Gujebulleung" (kor. 구제불능)                                          | Song Baek-kyung        | Song Baek-kyung         | Song Baek-kyung | 3:22 |
| 6.  | "One Love"                                                              | Teddy                  | Kim Jong-seo, Teddy     | Teddy           | 4:13 |
| 7.  | "21 Segirange Mwoya" (kor. 21세기란게 뭐야)                             | Song Baek-kyung        | Perry                   | Perry           | 3:52 |
| 8.  | "1TYMillenium"                                                          | Teddy                  | Perry                   | Perry           | 3:55 |
| 9.  | "Hyanghaega" (kor. 향해가)                                              | Teddy, Song Baek-kyung | Teddy                   | Teddy           | 3:25 |
| 10. | "Neowa Na Uri Yeongwonhi Tto Hana!" (kor. 너와 나 우리 영원히 또 하나!) | Song Baek-kyung        | Song Baek-kyung         | Song Baek-kyung | 3:25 |
| 11. | "Ready Or Not Yo!" (English Version; feat. Jinusean, Perry)             | Perry                  | Perry                   | Perry           | 3:36 |

## Notowania
| Lista                                   | Najwyższa pozycja |
| --------------------------------------- | ----------------- |
| Recording Industry Association of Korea | 6 (Monthly Chart) |